# Tabernaemontana pandacaqui
Tabernaemontana pandacaqui är en oleanderväxtart som beskrevs av Jean-Baptiste de Lamarck. Tabernaemontana pandacaqui ingår i släktet Tabernaemontana och familjen oleanderväxter. Inga underarter finns listade i Catalogue of Life.